# Rodrigo Franco Montes de Peralta
Rodrigo Franco Montes de Peralta (Lima, 1956 - ídem, 29 de agosto de 1987) fue un abogado y político peruano. Militante aprista y víctima de un asesinato llevado a cabo por el grupo terrorista Sendero Luminoso.

## Biografía
Rodrigo Franco nació en Lima, en 1956. Hijo del militante aprista Luis Alberto Franco Varela y de Margarita Montes de Peralta y Bazo. Fue nieto del médico y político Rodrigo Franco Guerra y del primer ministro de Salud Armando Montes de Peralta.
En 1974 ingresa a la Pontificia Universidad Católica del Perú para seguir estudios de Derecho. En sus años como estudiante, participó activamente en el Centro Federado, en el cual llegó a ser parte de la mesa directiva.
Trabajó en el sector privado, fue ejecutivo de la empresa Procesadora Sudamericana.
En 1985 el APRA ganó las elecciones y al año siguiente, Rodrigo Franco fue convocado por el ministro de Agricultura, Remigio Morales Bermúdez Pedraglio para trabajar en el ministerio. Fue designado como Secretario General del Ministerio de Agricultura.
Fue nombrado Presidente Ejecutivo de la Empresa Nacional de Comercialización de Insumos (ENCI).
Se casó con Cecilia Martínez del Solar, con quien tuvo 3 hijos.
Fue asesinado en su casa de Ñaña, el 29 de agosto de 1987 por miembros de Sendero Luminoso. Según Correo, Abimael Guzmán atribuyó aquel asesinato.